# 大網白里市
大網白里市（日语：／ Ōamishirasato shi */?）是千葉縣東部的一個市級次級行政區，位在九十九里平原的中央，面臨太平洋（九十九里濱）。大網白里市的前身是在1954年時設置的山武郡大網白里町，在2013年1月1日時升格為市。
本市往千葉市的通勤率為18.8%，往東京都特別區部為11.7%（平成22年國勢調査）。

## 地理
本市位在千葉縣廳千葉市東側，屬東京都心60公里圈內，面太平洋（九十九里濱）。市域東西細長，西部的「大網地區」為丘陵地，中央的「增穗地區」是廣大的田園地帶，東部的沿海地帶為「白里地區」。
市域
- 東西約14公里
- 南北約7公里
- 海岸線約3.5公里
- 面積58.06平方公里

### 人口
- 單獨施行市制前是千葉縣人口最多的町，2005年居民登記人口達5萬人，2010年國勢調査後，町長表達升格意向。[2]2011年4月1日設置「市制準備室」[3]。2013年1月施行市制[4]。

| 大網白里市人口分布圖 |                                                   |  |
| 大網白里市與日本全國年齡別人口分布比較圖 （2005年資料） | 大網白里市的年齡、男女別人口分布圖 （2005年資料） |  |
| ■紫色是大網白里市 ■綠色是全国 | ■藍色是男性 ■紅色是女性                           |  |
| 大網白里市人口變化 \| 1970年 \| 21,939人 \| \| \| 1975年 \| 23,099人 \| \| \| 1980年 \| 25,802人 \| \| \| 1985年 \| 29,460人 \| \| \| 1990年 \| 33,833人 \| \| \| 1995年 \| 42,363人 \| \| \| 2000年 \| 47,036人 \| \| \| 2005年 \| 49,548人 \| \| \| 2010年 \| 50,113人 \| \| \| 2015年 \| 49,184人 \| \| \| 2020年 \| 48,129人 \| \| |                                                   |  |
| 資料來源：日本總務省統計中心提供之人口普查數據 |                                                   |  |
| 1970年 | 21,939人                                          |  |
| 1975年 | 23,099人                                          |  |
| 1980年 | 25,802人                                          |  |
| 1985年 | 29,460人                                          |  |
| 1990年 | 33,833人                                          |  |
| 1995年 | 42,363人                                          |  |
| 2000年 | 47,036人                                          |  |
| 2005年 | 49,548人                                          |  |
| 2010年 | 50,113人                                          |  |
| 2015年 | 49,184人                                          |  |
| 2020年 | 48,129人                                          |  |

### 鄰接自治體
- 千葉市（綠區）
- 東金市
- 茂原市
- 山武郡九十九里町
- 長生郡白子町

## 沿革
市制施行之前，在全日本的町村中，該町人口次于岩手縣岩手郡瀧澤村、廣島縣安藝郡府中町，居全日本第3。

### 町制時代
- 1954年（昭和29年）12月1日 - 山武郡大網町（日语：大網町）、白里町（日语：白里町）、增穗村（日语：増穂村）合併成立大網白里町。[5]
- 1957年（昭和32年）11月1日 - 長生郡本納町（日语：本納町）一部分（清水一部分）併入。
- 1993年（平成5年）10月1日 - 與東金市重劃邊界。
- 2012年（平成24年）1月1日 - 與茂原市重劃邊界。

### 市制時代
- 2013年（平成25年）1月1日 - 施行市制[6]，為「大網白里市」。[7]。

### 地名由來
地名結合自前身的大網町、白里町。

## 行政

### 市長
- 金坂昌典（日语：金坂昌典）（（かねさか まさのり）大網白里町最後一任町長、大網白里市初代市長。

## 姊妹城市
- 群馬縣吾妻郡中之條町

## 教育

### 高等學校
- 千葉縣立大網高等学校（日语：千葉県立大網高等学校）

### 中學校
- 大網白里市立大網中學校（日语：大網白里市立大網中学校）
- 大網白里市立增穗中學校
- 大網白里市立白里中學校（日语：大網白里市立白里中学校）

### 小學校
- 大網白里市立大網小學校
- 大網白里市立大網東小學校
- 大網白里市立瑞穗小學校（日语：大網白里市立瑞穂小学校）
- 大網白里市立增穗小學校（日语：大網白里市立増穂小学校）
- 大網白里市立增穗北小學校
- 大網白里市立白里小學校（日语：大網白里市立白里小学校）
- 大網白里市立季美之森小學校

## 公共設施

### 文化設施
- 大網白里市中央公民館
- 大網白里市圖書室
- 山武郡市文化財中心

### 體育設施
- 大網白里競技場
- 大網白里市營足球場（日语：大網白里市営サッカー場）

### 醫療設施
- 大網白里市立國保大網醫院

### 商業設施
- Amiri大網白里購物中心（日语：アミリィ大網白里ショッピングセンター）（永旺大網白里店等）

## 交通

### 鐵路
東日本旅客鐵道（JR東日本）
- 外房線：大網站 - 永田站
- 東金線：大網站

中心車站：大網站

### 路線巴士

#### 高速巴士
※粗字是市內停靠站。
- 水線高速巴士（アクアライン高速バス）
  - 羽田機場線（千葉中央巴士（日语：千葉中央バス）、東京空港交通）：大網站 ⇔ 羽田機場
- 東關道高速巴士
  - 東京線
    - 白子線（小湊鐵道、千葉花巴士（日语：ちばフラワーバス））：白子中里 - 白里海岸 - 大網站 - 山田交流道·みきの湯前 ⇔ 東京站 - 東雲車庫
    - 大網線「My Town Liner」（マイタウンライナー）（平和交通）：大網站 ⇔ 銀座站 - 東京站

#### 一般路線巴士
- 小湊鐵道
- 千葉中央巴士（日语：千葉中央バス）
- 九十九里鐵道（日语：九十九里鉄道）
- 大網白里市社區巴士（日语：大網白里市コミュニティバス）

#### 道路
- 首都圈中央連絡自動車道（圈央道）
  - 雖通過市內但未設交流道。
- 九十九里收費道路（日语：九十九里有料道路）
- 國道128號（日语：国道128号）
- 國道409號（日语：国道409号）
- 千葉縣道20號千葉大網線（日语：千葉県道20号千葉大網線）（大網街道）
- 千葉縣道30號飯岡一宮線（日语：千葉県道30号飯岡一宮線）（九十九里海灘線）
- 千葉縣道83號山田台大網白里線（日语：千葉県道83号山田台大網白里線）
- 千葉縣道123號一宮片貝線（日语：千葉県道123号一宮片貝線）
- 千葉縣道138號正氣茂原線（日语：千葉県道138号正気茂原線）

## 名勝、古蹟、觀光地、祭典、活動

### 古蹟
- 縣神社（日语：縣神社 (大網白里市)）
- 八幡神社（日语：八幡神社 (大網白里市)）
- 宮谷縣（日语：宮谷県）廳跡（千葉縣指定史跡）
- 經塚（七里法華）
- 本國寺（日语：本国寺 (大網白里市)）（宮谷檀林）
- 正法寺（日语：正法寺 (大網白里市)）（小西檀林）
- 要行寺（日语：要行寺 (大網白里市)）（濱之七福神、壽老人。細草檀林（日语：細草檀林）東門）
- 方墳寺（日语：方墳寺）跡（御塚山）
- 大網城（日语：大網城）跡
- 小西城（日语：小西城）跡
- 永田城跡

### 觀光地
- 白里中央海水浴場
- 四天木海水浴場
- 南四天木海水浴場
- 小中池公園（日语：小中池）
- 南玉不動尊の滝

### 祭典、活動
- 永田獅子舞
- 文化Festa in本國寺
- 朝市

## 知名人士
- 大堀惠（前AKB48、前SDN48成員）
- 宫间绫（女子足球選手、大和撫子）

## 備註
1. ↑  .   [2015-09-19]. （原始内容存档于2012-05-09）.
2. ↑  大網白里「市」へ弾み 国調速報で5万人突破 （页面存档备份，存于） - 千葉日報（2011年02月26日付、同年3月1日閲覧）
3. ↑  市制準備[永久]
4. ↑  .   [2015-09-19]. （原始内容存档于2011-11-20）.
5. ↑  . 大網白里市例規集.   [2013-01-01]. （原始内容存档于2016-03-04）.
6. ↑  総務省告示第三百九十六号[永久]
7. ↑  「大網白里市」を答申　名称検討委が町長へ

## 外部連結
- 大網白里市（页面存档备份，存于）